# Ivan Samarin

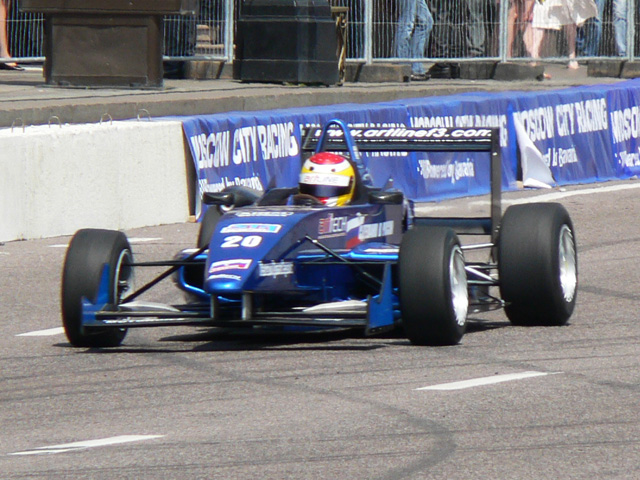
Samarin in Moskou, 2008

Ivan Aleksejevitsj Samarin (Russisch: Иван Алексеевич Самарин) (Moskou, 7 september 1988) is een Russisch autocoureur en houder van de titel "Master of Sports of Russia".

## Carrière
- 2004: Formule RUS, team Lukoil Racing Team Junior.
- 2005: Formule RUS, team Lukoil Racing Team Junior (1 overwinning, 2e in kampioenschap).
- 2006: Formule 1600 Rusland, team Istok Art-Line Racing (kampioen).
- 2007: Formule 1600 Rusland, team Istok Art-Line Racing (5 overwinningen, kampioen).
- 2008: Russische Formule 3-kampioenschap, teams Art-Line Engineering en AKM Racing Team (4 overwinningen, 2e in kampioenschap).
- 2008: Finse Formule 3-kampioenschap, team Art-Line Engineering (2 races).
- 2008: Formule 3 NEZ, team Art-Line Engineering (2 races).
- 2010: Formule 2, team Luding.

## Formule 2-resultaten
| Jaar | 1       | 2      | 3     | 4       | 5      | 6     | 7   | 8   | 9   | 10  | 11  | 12  | 13  | 14  | 15  | 16  | 17  | 18  | Rang | Punten |
| ---- | ------- | ------ | ----- | ------- | ------ | ----- | --- | --- | --- | --- | --- | --- | --- | --- | --- | --- | --- | --- | ---- | ------ |
| 2010 | SIL DSQ | SIL 15 | MAR 4 | MAR Ret | MON 12 | MON 8 | ZOL | ZOL | ALG | ALG | BRH | BRH | BRN | BRN | OSC | OSC | VAL | VAL | 12e* | 16*    |